# Margarida de Bruce
Margarida de Bruce (em inglês: Marjorie Bruce; dezembro de 1298 ou 1296 - 2 de março de 1316), era a filha mais velha do rei Roberto I da Escócia chamado Roberto de Bruce, e de sua primeira esposa, Isabel de Mar. Seus avós paternos foram Robert Bruce, 6° Lord de Annandale e Marjorie de Carrick, 3° Condessa de Carrick.